# Storm van 3 januari 2018

Storm van 3 januari 2018

Op 3 januari 2018 woedde een zware storm over België, Nederland, Duitsland, Frankrijk en het Verenigd Koninkrijk. In Duitsland werd de storm Burglind genoemd, Frankrijk en het VK gaven er de naam  Eleanor aan.
Deze storm ging gepaard met uitzonderlijk zware windstoten. Frankrijk werd het zwaarst getroffen; daar verloren 200.000 huizen hun stroom. Verder overleed daar een persoon en raakten negen personen gewond, waarvan vier ernstig.

## Frankrijk

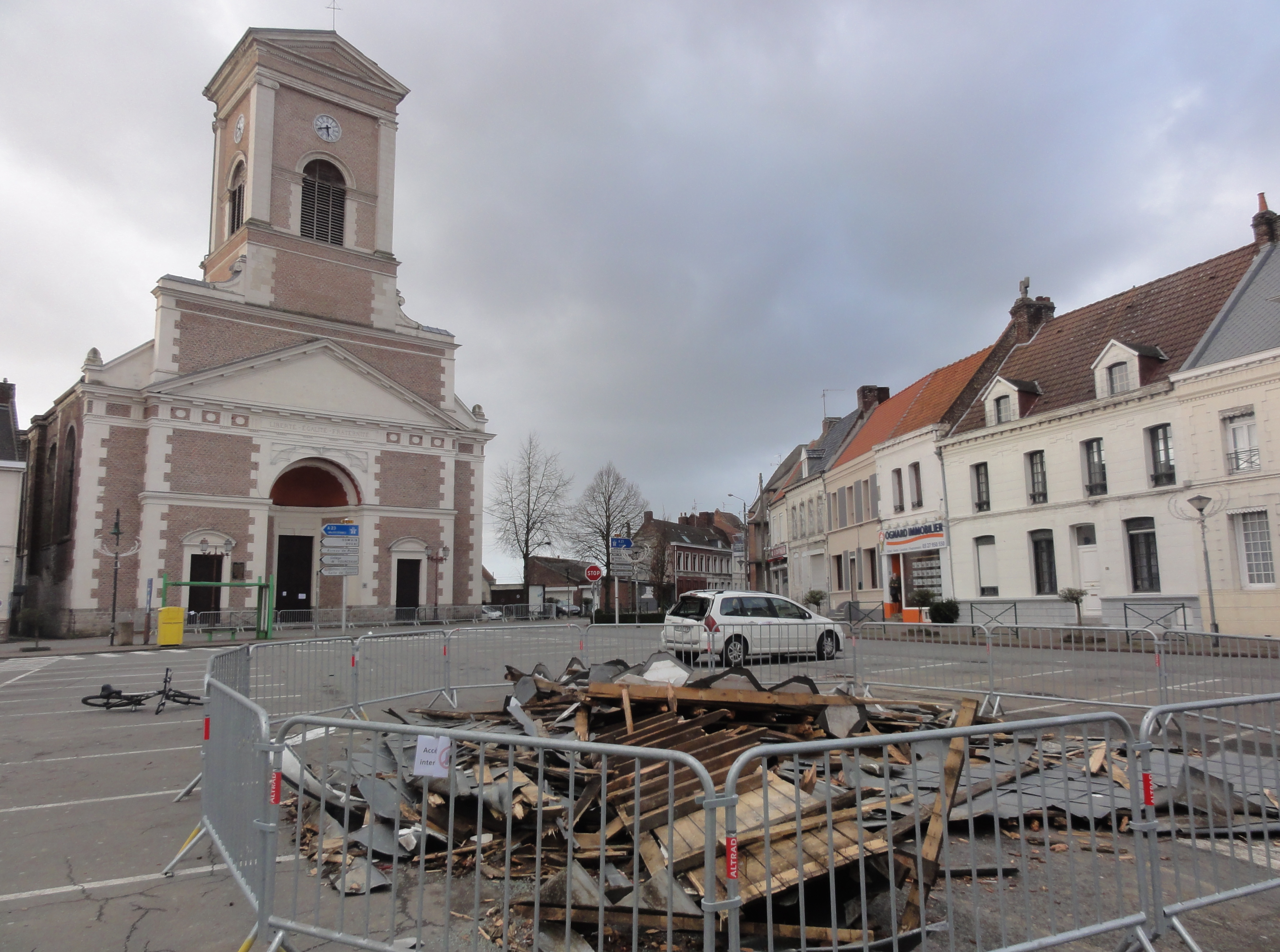
Stormschade in Marchiennes

Eleanor kwam op de avond van 2 januari aan op de Franse kust en was de vierde storm in een maand tijd die Frankrijk trof. Volgens Enedis, de grootste ondernemer van het elektriciteitsdistributienetwerk van Frankrijk, was de volgende dag, als gevolg van de storm, in 200.000 huizen de stroom uitgevallen (met de meeste meldingen van uitval in Normandië, Picardië, Lotharingen, Ile-de-France, Champagne-Ardenne en Nord-Pas-de-Calais). De zwaarste windstoot die in Frankrijk werd gemeten was 147 km/u en werd gemeten in Épinoy.
In Haute-Savoie overleed een 20-jarige skiester door een omgevallen boom.

## Groot-Brittannië (VK)
Stroomuitval en omgewaaide bomen zorgden voor grote vertragingen bij de Londense metro. Bij de noordkust van Cornwall werd men opgeroepen om zandzakken neer te leggen. Op sommige kustplekken werden golven van negen meter hoog waargenomen. De zwaarste windstoot in Groot-Brittannië was volgens het Met Office ongeveer 161 km/u en werd op gemeten op Great Dun Fell, de tweede hoogste berg van het Penninisch Gebergte in het Engelse Cumbria.
Een persoon uit Wales raakte gewond nadat er een boom op zijn auto viel.

## Nederland
Om 11.00 uur werd er code oranje afgegeven voor de provincies Noord-Holland en Friesland (inclusief de daartoe behorende Waddeneilanden) en voor Flevoland. Op verschillende plekken in het land richtte de storm schade aan; in Berkel en Rodenrijs brak de gevel van een huis af. Op Urk brak de nagebouwde Ark van Noach los die andere zeilschepen in de buurt zwaar beschadigde en in Zierikzee brak de pinakel van de Sint-Lievensmonstertoren af.
De Algerakering, Oosterscheldekering, Hartelkering, Maeslantkering en Ramspolkering werden gesloten. Het was voor het eerst dat deze vijf grote stormvloedkeringen tegelijk dichtgingen. Voor de Maeslantkering was het sinds 2007 de eerste keer dat deze werd gesloten buiten de functioneringssluitingen. De sluiting was echter wel onderdeel van een oefening onder stormcondities waarbij het sluitingspeil verlaagd is van 3 naar 2,60 m boven NAP. Eenmaal per jaar, voor aanvang van het stormseizoen, test Rijkswaterstaat de sluiting van de Maeslantkering en de Hartelkering met een functioneringssluiting en eens per zeven jaar vindt er een oefening plaats onder stormcondities.
De zwaarste windstoot in Nederland, van 141 kilometer per uur, werd rond 2.50 uur in Vlissingen gemeten. De zwaarste windstoot landinwaarts was 122 kilometer per uur en werd gemeten in de buurt van Geldermalsen. Op de Waddeneilanden werd de zwaarste windstoot gemeten in het westen van Vlieland; 124 kilometer per uur.

## Duitsland

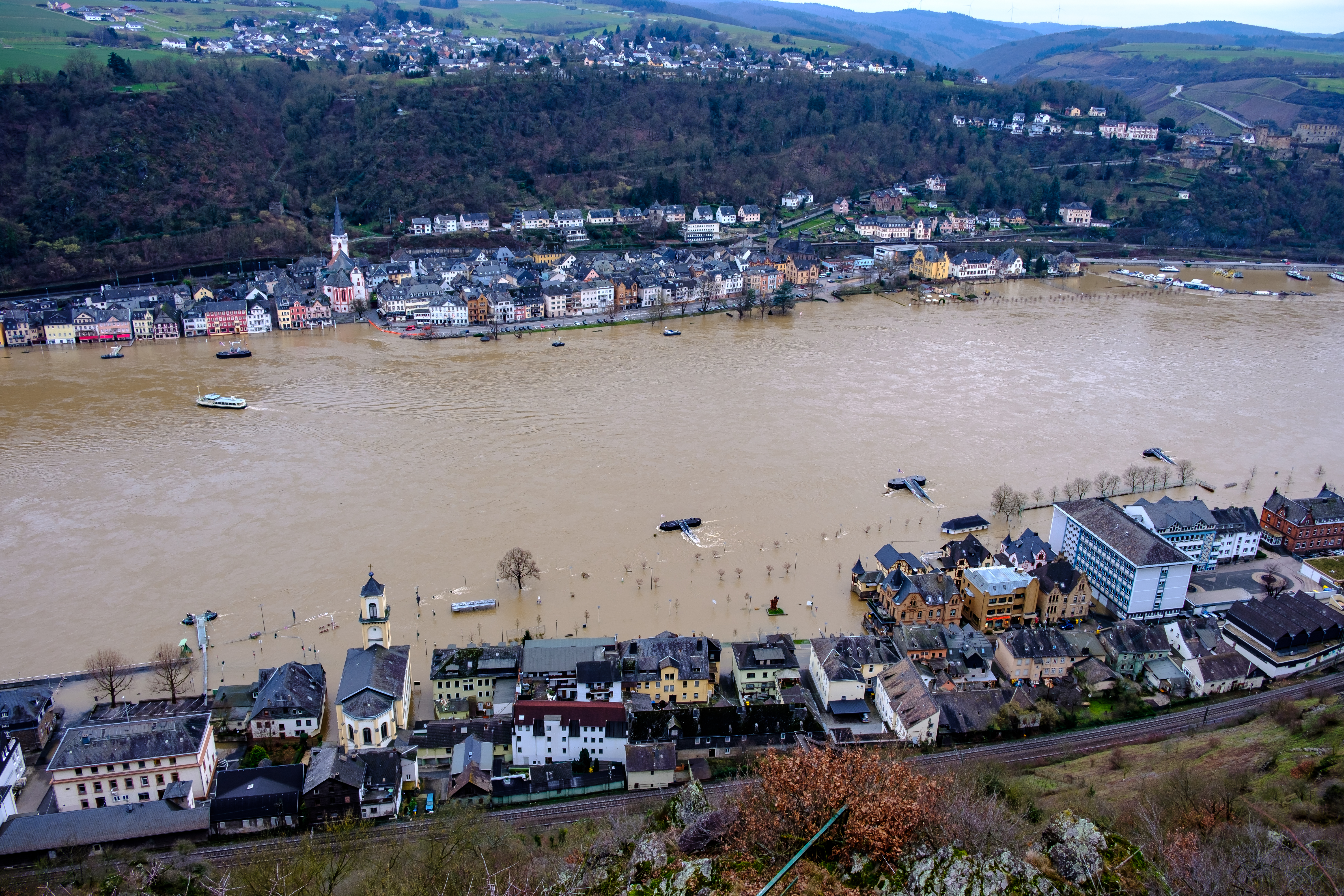
Hoog water in de Rijn bij Sankt Goar na de storm

Omgewaaide bomen en zware regenval veroorzaakten in met name Noord-Rijnland-Westfalen, Hessen en Rijnland-Palts veel files. In Duitsland werd vooral het treinverkeer zwaar getroffen; in Münsterland botste een regionale trein tegen een omgevallen boom en ontspoorde. Ook in Aken werd het treinverkeer zwaar getroffen. De exploitatie op de spoorlijnen van Keulen naar Bonn, Aken, Koblenz en Niederlahnstein, alsmede van Aken naar Krefeld en van Kaiserslautern naar Ludwigshafen werden stopgezet door Deutsche Bahn. Brandweer en politie waren voortdurend in actie in Noord-Rijnland-Westfalen.

## België
In België zorgde de storm voor relatief weinig schade. De meeste schade ontstond in de steden Borgloon en Tongeren in de provincie Limburg. De zwaarste windstoot in België was 126 kilometer per uur en werd gemeten in Florennes in de provincie Namen. In de provincie Vlaams-Brabant was er geen sprake van zware windstoten.